# Gökärt
Gökärt (Lathyrus linifolius (Reichard) Bässler) är en växt i släktet vialer i familjen ärtväxter.

## Beskrivning
Flerårig ört med uppstigande till upprätt växtsätt med plattad och vingkantad stjälk, till 40 cm. Bladen är grågröna och parbladiga med 2 — 4 bladpar, småbladen är långsmala och saknar klänge. Blommor i fåblommiga klasar. Kronan rosa till blekt rödvioletta med mörkare ådringar och växlar vanligen färg under blomningen, från mer rosa till violett. Frukten är en balja, kal och svart. Blomningstid: maj — juni.
Gökärten saknar, liksom vippärt (Lathyrus niger) och vårärt (Lathyrus vernus) klänge. Av denna anledning fördes dessa tre arter tidigare till ett separat släkte - Orobus.  
Kromosomtal 2n = 14.

## Habitat
Europa, utom Portugal och Spanien.
I Sverige vanlig söder om Dalälven, mindre vanlig norr därom. Finns ej i Övre Norrland.
I södra Norge når gökärt upp till 700 m ö h.

### Utbredningskartor
- Norden
- Norra halvklotet

## Biotop
Backar, skogar, hedar.

## Etymologi
- Släktnamnet Lathyrus kommer av grekiska lathyros som använts som namn på en ärtväxt redan några hundra år f Kr. Arten ej närmare angiven.
- Artepitetet linifolius (latin) betyder "med blad som lin".

## Användning
Blomman är ätbar och således även kallad "gökmat" i vissa områden. Roten är näringsrik och kan bakas till nödbröd. I Skottland lär den ha tuggats rå, utan någon särskild matlagning.

## Bygdemål
| Namn        | Trakt | Kommentar                                                       | Referens |
| ----------- | ----- | --------------------------------------------------------------- | -------- |
|             |       |                                                                 |          |
| Gubbtänder  |       |                                                                 | [ 1 ]    |
| Gökmat      |       |                                                                 | [ 2 ]    |
| Kärringtand |       | Numera ej bara dialekt, utan rikssvenska för Lotus corniculatus | [ 3 ]    |